# John Petticoats
John Petticoats er en amerikansk stumfilm fra 1919 af Lambert Hillyer.

## Medvirkende
- William S. Hart som John Haynes
- Walt Whitman som dommer Clay Emerson Meredith
- George Webb som Wayne Page
- Winifred Westover som Caroline Meredith
- Ethel Shannon som Rosalie Andre